# Comuna Prîputni, Icinea
Prîputni (în ucraineană Припутні) este o comună în raionul Icinea, regiunea Cernihiv, Ucraina, formată din satele Barburske, Prîputni (reședința) și Vîșnivka.

## Demografie
Componența lingvistică a comunei Prîputni
     Ucraineană (99,27%)
     Alte limbi (0,73%)
Conform recensământului din 2001, majoritatea populației comunei Prîputni era vorbitoare de ucraineană (99,27%), existând în minoritate și vorbitori de alte limbi.